# 澤田翔
澤田翔，日本漫畫家。

## 作品
- SMG校園封神榜、全1冊[1]
- 聖殿幻想曲
- 魔狼王烈風傳、全10冊
- 《惡神獵人》系列
  1. 惡神獵人、全3冊、原名
  2. Death Scythe至高天崩落、全1冊